# Triptyque Greverade
Le Triptyque de la Passion, aussi appelé Triptyque Greverade est un retable du peintre primitif flamand Hans Memling. Ce retable, à double volets, et de grandes dimensions 205 × 300 cm, est conservé au Musée Sainte-Anne, de Lübeck, en Allemagne.  Il doit son nom à la chapelle de la cathédrale de Lübeck, où une fondation a été installée par le testament d'Adolf Greverade. L'œuvre fait partie des derniers grands tableaux d'autel de Memling. Il date de 1491. 

## Description générale

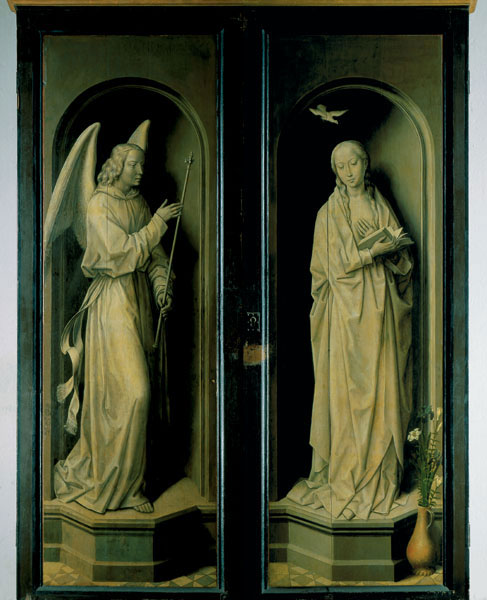
Retable de Greverade fermé

Le retable est à double volets : de chaque côté du panneau central, une paire de volets permet d'avoir deux vues, selon que la paire extérieure ou la paire intérieure est ouverte. Les retables à double volets sont courants en Allemagne, mais rares aux Pays-Bas : quand le retable est entièrement fermé, on ne voit que l'annonciation, en grisaille. Quand la première paire de volets est ouverte et pas la deuxième, on voit de gauche à droite  saint Blaise, saint Jean-Baptiste, saint Jérôme et  saint Gilles, et quand les volets intérieurs sont ouverts, à gauche le portement de croix, et à droite la mise au tombeau et la résurrection. Les ateliers allemands, et plus précisément ceux de Westphalie au XVe siècle, avaient développé un type de calvaire où le récite de la Passion allait du portement de croix jusqu'à la mise au tombeau dans un flux de personnages courant parallèlement au  plan du tableau. Memling s'en est directement inspiré. L'originalité de Memling est l'introduction de l'espace, et l'extension du cycle allant du mont des Oliviers, en haut à gauche sur le volet gauche, à l' ascension à l'arrière-plan du volet droit. Bien que s'étalant sur trois tableaux, la fresque conserve une sorte d'unité avec un éclairage uniforme depuis la gauche et une apparente continuité du ciel et du paysage. Le volet gauche et le volet droit pris séparément sont des parties des Panoramas  de Turin (Scènes de la Passion du Christ) et de Munich (Avènement et triomphe du Christ). Dans les deux volets, l'aube pointe car les scènes se déroulent haque fois au soleil levant. Il en est de même dans les Panoramas. Le bleu du ciel a noirci de sorte que le coloris général est dominé par les parties rouges, dont l'effet doit être nuancé quand on apprécie le tableau.

Triptyque de Greverade
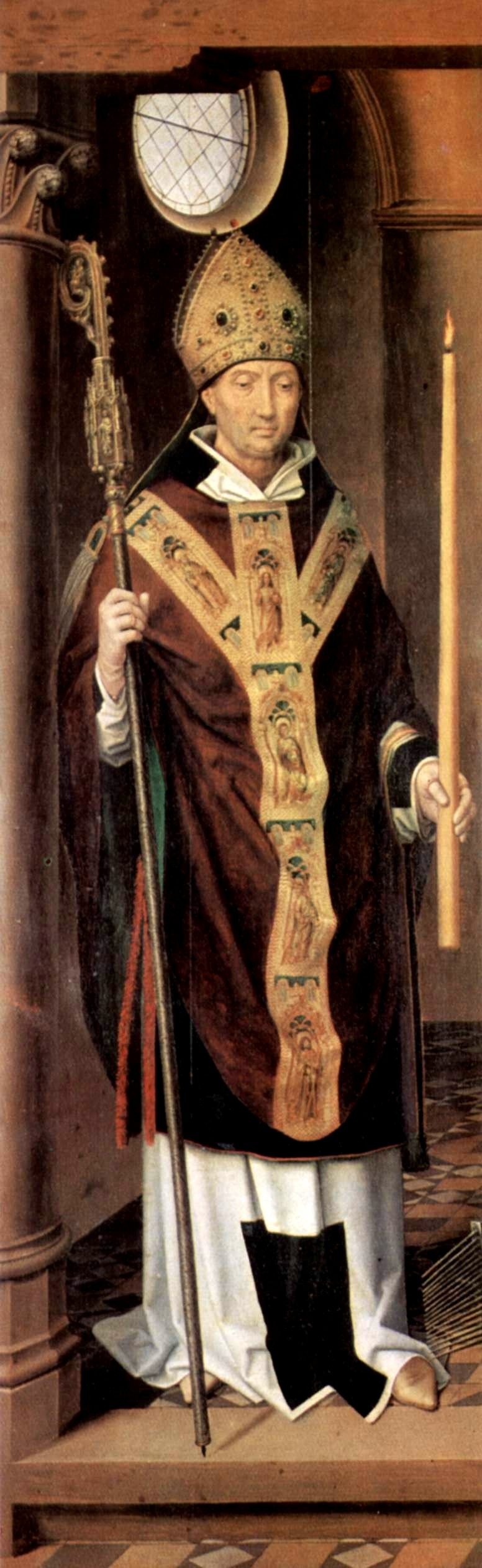
Volet gauche extérieur ouvert
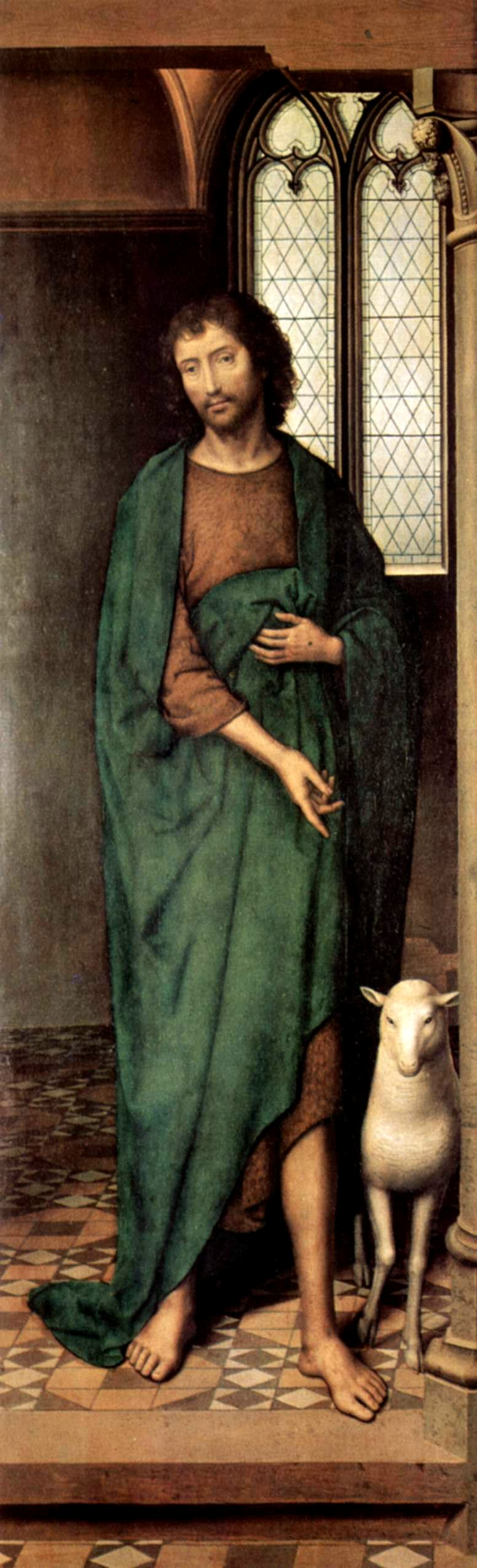
Volet gauche fermé
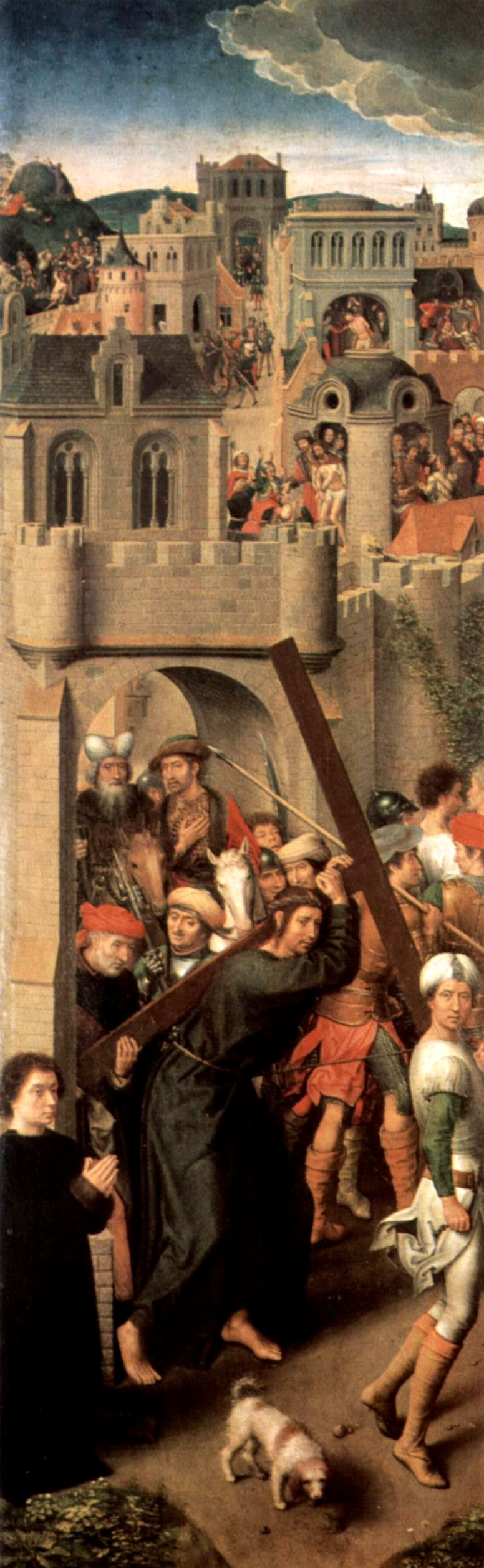
Volet gauche ouvert
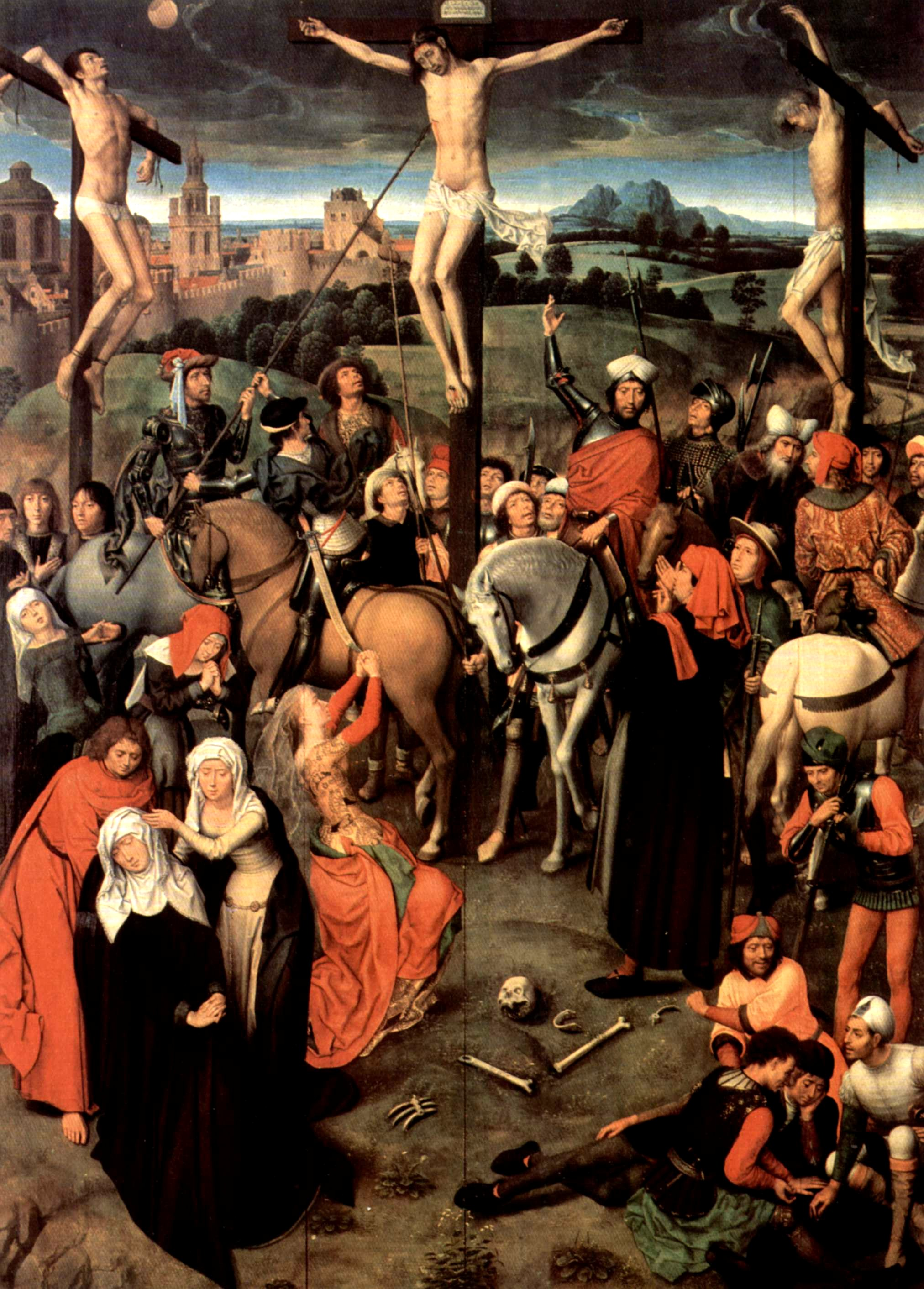
Panneau central
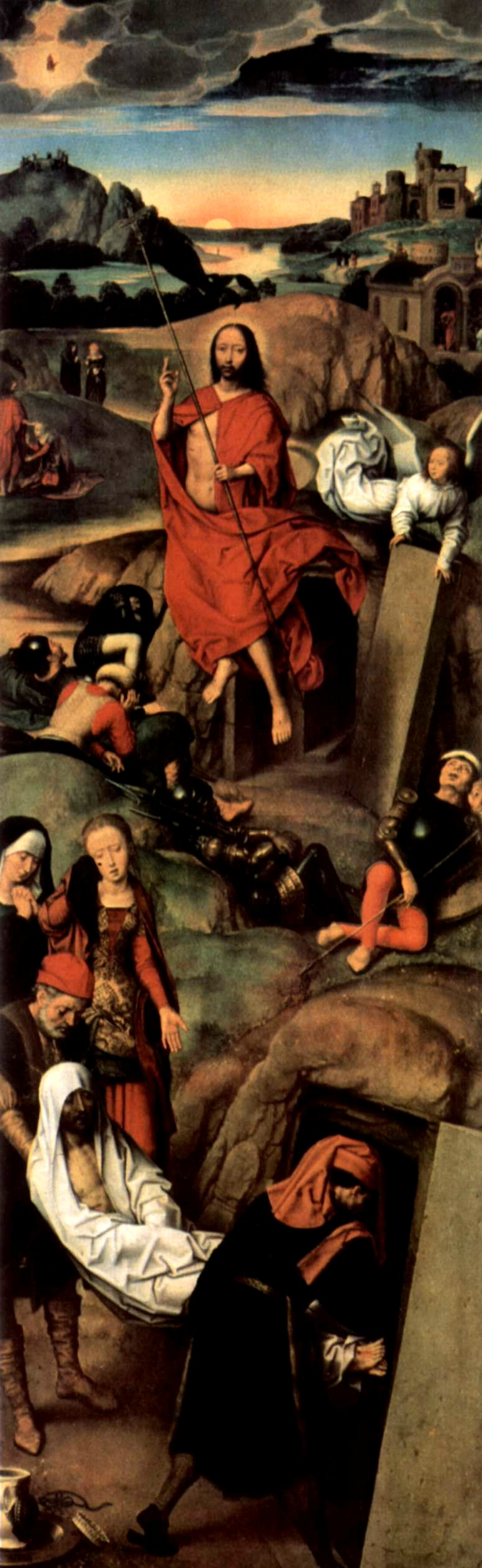
Volet droit ouvert
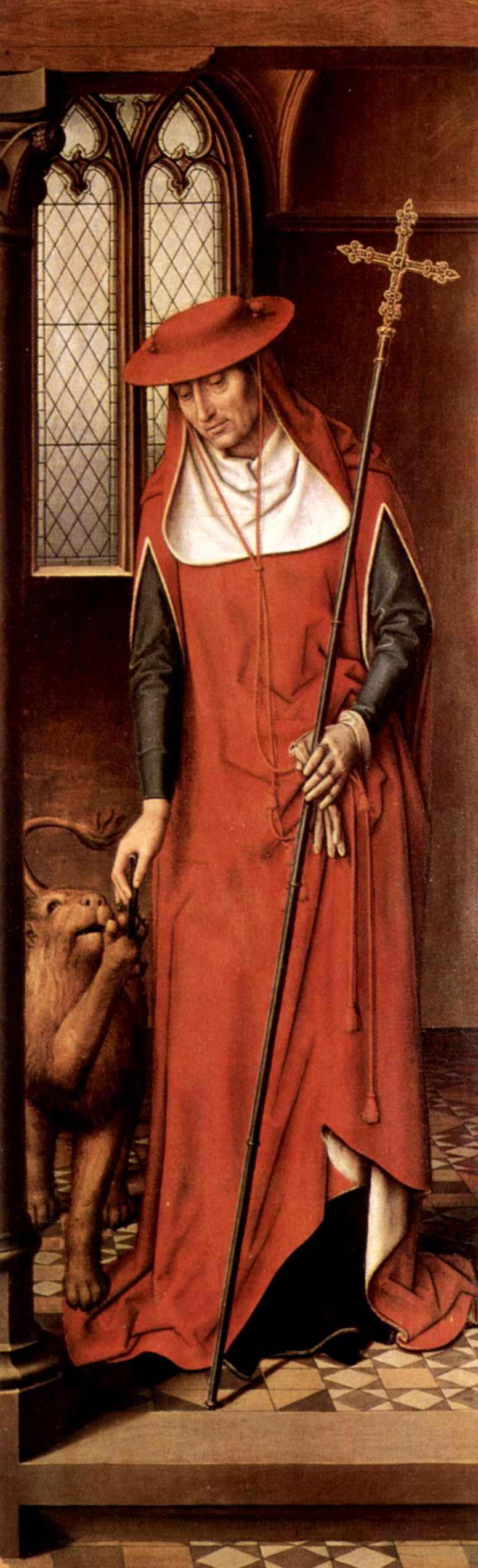
Volet droit fermé
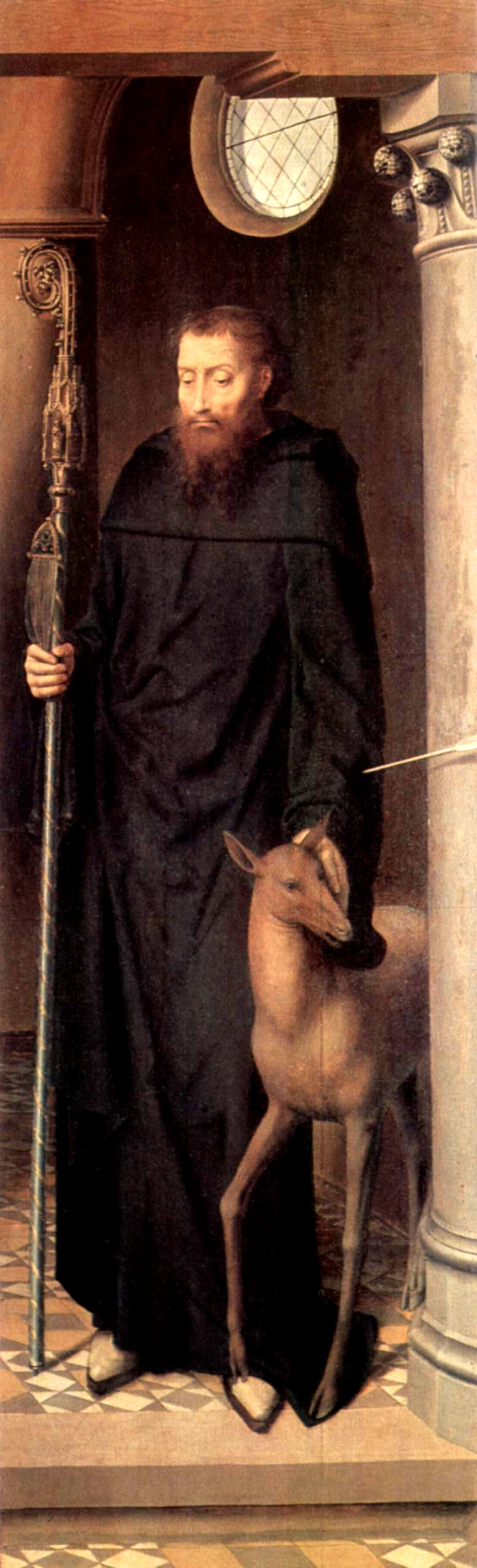
Volet droit extérieur ouvert

## Volet gauche

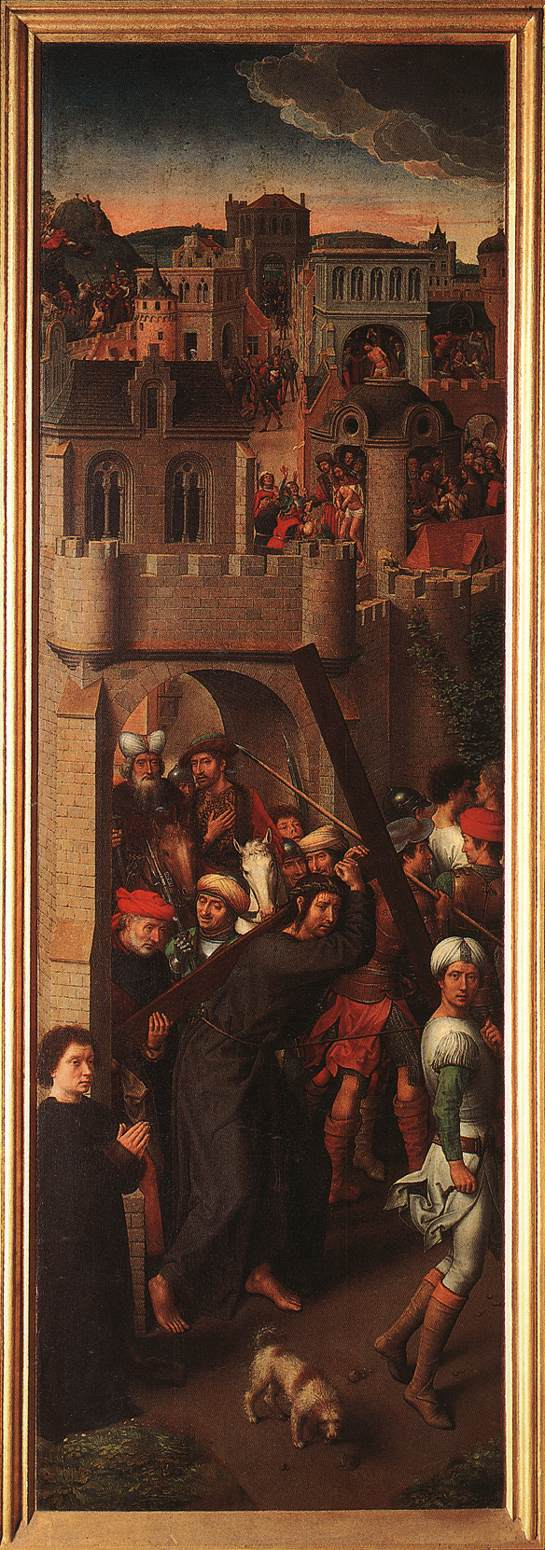
Le portement de croix : volet gauche intérieur du triptyque.

La Passion commence en haut à gauche un peu en dehors de Jérusalem par la Prière sur le mont des Oliviers. On voit le Christ agenouillé, levant les bars au ciel, devant le calice bien en vue; on devine, plus qu'on ne voit, trois apôtres endormis. Plus bas, une scène tumultueuse et compacte, toujours en dehors des murailles : l'Arrestation du Christ, avec le Baiser de Judas et, à sa gauche, Pierre tranchant l'oreille de Malchus. À gauche, Jacques prend la fuite, abandonnant son manteau blanc dans les mains d'un soldat. Les scènes se situent dans la pénombre ; le soleil se lève derrière les collines. 
Les évènements suivants ont lieu à l'intérieur de la ville de Jérusalem dont le site est composé d'un ensemble d'édifices de style roman, comportant de nombreux portiques où se déroulent les scènes suivantes. Tout en haut, Jésus franchit, sous bonne escorte, la porte de la ville. Il est conduit, plus bas, à la maison du grand prêtre Caïphe. Dans une porte latérale est esquissée la scène d'une servante reconnaissant Pierre, barbu. C'est alors qu'a lieu le Reniement de Pierre. Le coq qui chante annonçant la trahison de Pierre se trouve dans  l'embrasure de la fenêtre de la tour juste au-dessus à gauche de Pierre.
Les scènes suivantes : Pilate se lavant les mains, la Flagellation, le Couronnement d'épines et l’Ecce Homo se déroulent dans deux lieux différents : dans le portique d'une maison à la façade gris-bleu, la Flagellation et le Couronnement d'épines ; dans le tribunal où siège Pilate, juste en dessous, Pilate se lavant les mains et l’Ecce Homo. Ponce Pilate porte une toque marron sur un manteau rouge bordée de fourrure. Dans ces deux scènes figure Nicodème, reconnaissable à son chaperon rouge  et son manteau bleu (aujourd'hui assombri). Il est également présent au Golgotha et dans la mise au tombeau dans le volet droit. 
La  scène principale du panneau est le Portement de croix qui est montré à l'avant des portes de la ville, au début de l'ascension du Golgotha. On reconnait Pilate à sa toque et son manteau, à côté d'un personnage à cheval, peut-être Caïphe. Simon de Cyrène soutient la croix. Les deux larrons qui sont crucifiés avec le Christ sont en tête du cortège. Le contact se noue avec le spectateur que le Christ regarde. Le donateur est agenouillé à droite, en dehors du groupe, et compose une singulière avant-scène avec le chien et le soldat élancé qui regarde le spectateur. L'identité du donateur ne peut être établie avec certitude, mais c'est probablement Adolf Greverade.

## Panneau central

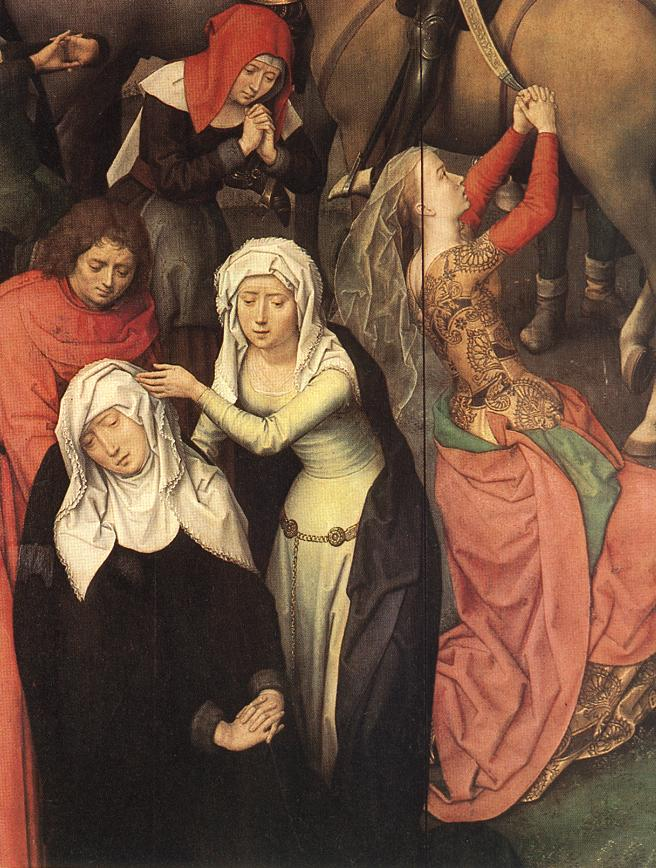
Marie mère de Jacques le mineur, Marie-Madeleine et Marie Salomé, mère de l'apôtre Jean soutiennent la Vierge (détail du panneau central).

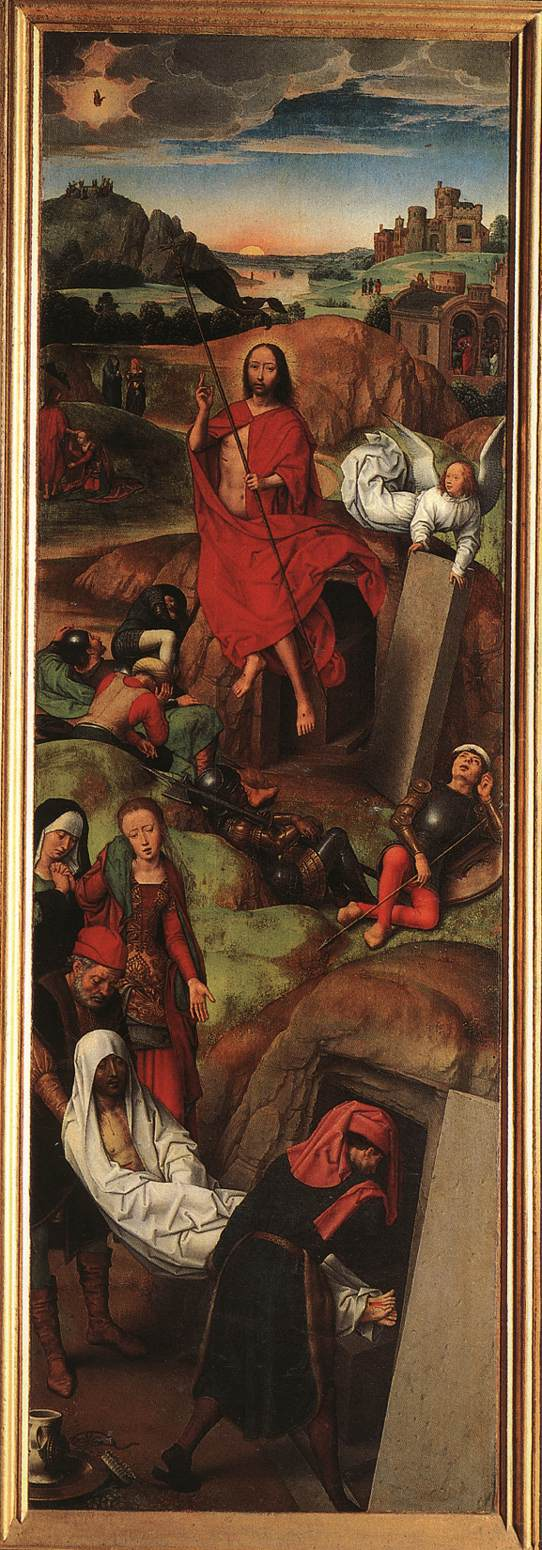
La résurrection: volet droit intérieur du triptyque.

Le panneau central décrit la Crucifixion. Le sommet du Golgotha est un plateau herbeux, à peine arrondi. L'instant choisi pour la mise en scène est le moment où le coup de lance est porté au Christ par deux personnages à cheval, dont l'un est Longin le Centurion. De l'autre côté de la croix, le centurion est brusquement converti et montre le Fils de Dieu. Dans les retables de Westphalie que Memling suit, le coup de lance est porté par deux personnages, un aveugle et un soldat qui le guide. Le converti porte habituellement une banderole (ici absente) avec les mots « Vere Filius Dei erat iste ». Les personnages déjà rencontrés se retrouvent ici : Pilate, avec son bonnet de fourrure, à gauche de la croix et qui regarde vers le haut, Caïphe, l'homme à cheval coiffé d'un turban à deux pointes, en discussion avec un pharisien, devant il y a Nicodème, debout portant un chaperon rouge, et l'homme au turban blanc, qui sur le volait gauche était en avant-scène, est maintenant assis avec les soldats jouant les vêtements du Christ aux dés. Memling a représenté quatre Marie, au lieu de trois habituellement : à gauche Marie mère de José, au foulard blanc et Marie mère de Jacques le mineur avec son foulard rouge, à ses côtés Marie-Madeleine en vêtement de brocart et, près de la Vierge, Marie Salomé, mère de Jean, aux côtés de son fils Jean. Sur la zone dégagée au centre gisent les os d'Adam, dont le pêché est racheté par la mort du Christ. Des deux larrons, celui à gauche, au visage levé, est converti et sauvé, au contraire du larron de droite. Comme d'usage, la lune à gauche et le soleil à droite, sont temporairement voilés.  Trois personnes au pied du bon larron semblent être des portraits exécutés délibérément. De Vos mentionne une hypothèse assez spctaculaire avancée par Evers, selon laquelle il s'agit de gauche à droite  des peintres Michael Wolgemut, Albrecht Dürer dans sa jeunesse, et de Memling.

## Volet droit
Le panneau droit représente la Résurrection, et l'histoire doit se lire cette fois-ci du bas vers le haut. La première scène est la Mise au tombeau par Joseph d'Arimathie et Nicodème, en présence de Marie et de Marie-Madeleine. Ensuite a lieu la résurrection avec un Christ flottant dans les airs. Vers l'arrière, à gauche du Christ flottant, un Noli me tangere, juste au-dessus Marie Salomé portant le vase et Marie mère de José, l’Incrédulité de Thomas, les Pèlerins d’Emmaüs, l’Apparition du Christ au lac avec Pierre qui court vers lui, et enfin l'Ascension.

## Les quatre saints
Les quatre panneaux qui apparaissent lorsque l'on ferme les volets intérieurs représentent une salle ouverte avec une voute en berceau soutenue par trois colonnes . Au entre figurent saint Jean-Baptiste, patron de la cathédrale, et saint Jérôme, protecteur des Greverade. De part et d'autre figurent saint Blaise, deuxième patron de la cathédrale, et saint Gilles. La volute de la crosse de saint Blaise contient une Vierge à l'Enfant. Le Christ et les apôtres sont brodés en brocart d'or sur la chasuble du saint. On peut (difficilement) reconnaître Pierre, le Christ Rédempteur, Paul, Jean, Matthieu, André. 

## Autres triptyques
Au musée Frans Hals de Haarlem est conservé un Triptyque de la Naissance, de la Crucifixion et de la Résurrection du Christ attribué à un suiveur de Hans Memling. De même, le « Triptyque de Budapest », conservé à Budapest, est parfois attribué à Memling. Les deux retables sont aussi parfois considérés comme des copies du Triptyque Greverade. De Vos défend une position plus tranchée : D'après lui, les deux versions mentionnées et le Triptyque Greverade lui-même ont toutes été réalisées, en tout ou en partie, d'après un autre triptyque, perdu, de Memling représentant la Nativité, la Crucifixion et la Résurrection, triptyque qui serait une variante réduite du retable de Lübeck. Ce triptyque a probablement été copié par Gérard David, ce qui a inspiré à son tour des peintres de son entourage ou des suiveurs comme le peintre du triptyque de Haarlem ou le peintre du fragment de Grenade, comportant une Nativité, où le style de David est plus manifeste. Un autre peintre brugeois du début du XVIe siècle aurait combiné des éléments du triptyque perdu de Memling et des éléments du retable de Lübeck pour peindre le triptyque de Budapest.

## Historique
L'autel est destiné à l'autel de la chapelle mariale (appelée chapelle Greverade) de la cathédrale de Lübeck, où fut fondé en 1504 un vicariat. Les difficultés financières du  chapitre de la cathédrale ont ralenti la fondation, réalisée treize ans après l'achèvement du retable. L'œuvre est restée sur place jusqu'en 1939, et est placée en dépôt au musée depuis la fin de la guerre. 

## Détails techniques
Le retable est en panneaux de chêne : six éléments pour le tableau central, trois éléments pour chaque volet. Les dimensions sont importantes : panneau central 202,5 × 147 cm à l'intérieur de l'encadrement, et 221,5 × 167 cm avec l'encadrement. Chaque volet mesure 202,5 × 164 cm à l'intérieur et 221,5 × 83 cm avec l'encadrement. Les charnières sont d'origine; la dorure de l'encadrement a été remise à neuf au XIXe siècle. La serrure a été remplacée. La plupart des éléments vestimentaires bleus ont fortement noirci.